# اولیو، شهرستان کلینتون، میشیگان
اولیو (به انگلیسی: Olive Township) یک منطقهٔ مسکونی در ایالات متحده آمریکا است که در شهرستان کلینتون، میشیگان واقع شده‌است.
 اولیو ۹۲٫۸ کیلومتر مربع مساحت و ۲٬۴۷۶ نفر جمعیت دارد و ۲۴۴ متر بالاتر از سطح دریا واقع شده‌است.